# 佐賀市立若楠小学校
佐賀市立若楠小学校（さがしりつ わかくすしょうがっこう）は、佐賀県佐賀市若宮にある公立小学校。

## 沿革
- 1978年（昭和53年） - 佐賀市立高木瀬小学校分校と佐賀市立神野小学校の一部を加え、佐賀市立若楠小学校を開校する。

## 学校周辺
- 佐賀県総合運動場
- 県営高木瀬団地
- 高木保育園